# 까렌다쉬 (기업)
까렌다쉬(프랑스어: Caran d'Ache 카랑다슈[*]) 또는 카렌다쉬는 스위스의 샤프, 볼펜 등을 생산하는 기업이다. 1915년 설립된 이 회사는 색연필, 연필, 파스텔, 만년필, 볼펜, 샤프 펜슬, 과슈 페인트, 잉크 카트리지 등 다양한 제품을 생산하고 있다.

## 역사
파브리크 제네부아즈 드 크레용은 1915년 아놀드 슈바이처가 에크리도르 연필 공장을 인수했을 때 제네바에서 만들어졌다. 1924년, 아놀드 슈바이처는 프랑스 풍자 정치 만화가인 임마누엘 푸아레의 별명을 따서 새로운 회사의 이름을 지었다.
1929년에 칼 슈미트는 까렌다쉬가 거래한 최초의 기계 연필 중 하나인 '픽스펜슬'을 발명했다. 까렌다쉬는 1931년에 수채화 연필 프리즈말로를 출시했고, 1952년에는 왁스 파스텔 네오 컬러를 출시했다. 1969년에 이 기업은 상징적인 사무실용 금속 볼펜 849를 만들었다.

## 주요 제품
- 베리우스(Varius) Since 1999, 완벽한 비례와 무게를 이루며 감성적인 디자인과 독창적인 질감을 표현한 하이엔드 필기구
- 레만(Leman) 스위스 제네바의 레만 호수에 비친 다채로운 빛, 그 아름다움을 필기구에 담아낸 컬렉션
- 에크리도(Ecridor) Since 1953, 창의적인 패턴을 육각 바디에 정교하게 표현한 시그니처 컬렉션
- 849 Since 1969, 세련된 컬러감과 육각 배럴의 안정적인 필기감, 알루미늄 바디의 견고함으로 실용성까지 모두 갖춘 오피스 컬렉션
- 888 Since 2010, 다채로운 컬러와 ABS 바디의 내구성, 매끄러운 필기감이 특징인 캐쥬얼 오피스 컬렉션
- 그라파이트(GRAPHITE) 폭넓은 경도와 강도를 제공하는 전문가용 흑연. 연필, 통심, 목탄 등 다양한 흑연 제품으로 구성된 흑연 컬렉션
- 피브라로(FIBRALO) 탄성이 높으며 맑고 선명한 컬러감으로 캘리그라피, 드로잉, 컬러링에 용이한 팁 타입 / 브러쉬 타입의 펠트펜
- 아크릴 물감(ACRYLIC) 높은 피그먼트 농도와 새틴 느낌의 균일한 마무리감 특징이며, 부담없이 사용 가능한 250ml 대용량 아크릴 물감
- 과슈(GOUACHE) 가소제를 사용하지 않아 친환경적이며, 불투명한 채색에 적합한 벨벳 텍스쳐의 고품질 과슈
- 네오 파스텔 / 파스텔 펜슬(NEOPASTEL & PASTEL PENCIL) 높은 피그먼트가 함유된 오일파스텔로 가루 날림이 적고 밀도 있는 표현이 가능하며, Blue wool scale 테스트에서 최고 등급을 인정 받은 전문가용 오일파스텔 / 드라이 파스텔의 펜슬 타입으로 부드러운 표현이 가능한 전문가용 파스텔
- 네오컬러1 / 네오컬러2 크레용(NEOCOLOR 1 & NEOCOLOR 2) 부드럽고 뛰어난 발색력으로 종이, 돌, 나무, 가죽 등 다양한 재료에 사용 가능한 유성크레용 / 부드럽고 뛰어난 발색력과 더불어 선명한 수채 효과가 가능하여 두 가지 용도로 사용이 가능한 수성크레용
- 루미넌스 6901(LUMINANCE 6901) 발색 후 약 100년간 색감이 유지되어, 세계 최고 등급의 내광성을 인증 받은 전문가용 유성 색연필
- 뮤지엄 아쿠아렐(MUSEUM AQUARELLE) 물과 자연의 색을 표현하는데 적합하며, Blue wool scale 테스트에서 최고의 내광성을 인증 받은 전문가용 수성 색연필
- 파블로(PABLO) 선명한 발색과 높은 피그먼트 농도, 120색의 색상 구성으로 폭넓은 사용이 가능한 전문가용 유성색연필
- 수프라컬러(SUPRACOLOR AQUARELLE) 선명한 발색과 높은 피그먼트 농도, 120색의 색상 구성으로 폭넓은 사용이 가능한 전문가용 수성색연필
- 스위스컬러(SWISSCOLOR) 스위스 패키지가 돋보이며 전문가용 색연필을 생산한 오랜 노하우를 통해 고퀄리티로 생산된 입문자용 수성/유성 색연필
- 멕시(COULEURS FLOUS) 베이직 컬러, 형광, 메탈 색상으로 구성 되었으며, 높은 피그먼트 농도로 선명한 발색이 가능한 점보 사이즈 색연필

## 같이 보기
- 까렌다쉬 (인물)